# Upper Nile
Upper Nile (Arabisch: أعالي النيل, Opper-Nijl) is een staat in het noordoosten van Zuid-Soedan. De staat meet bijna 78.000 vierkante kilometer en had in het jaar 2000 naar schatting 1,3 miljoen inwoners. De hoofdstad van Upper Nile is Malakal. In deze staat is ook de stad Kodok gelegen. Deze stad was in 1898 het toneel van het Fashoda-incident.

## Grenzen
Als grensstaat heeft Upper Nile twee internationale grenzen:
- Drie regio's van Ethiopië in het zuidoosten (van noord naar zuid):
  - Benishangul-Gumuz.
  - Oromiya.
  - Gambela.

De staat grenst verder aan drie staten van Soedan:
- Witte Nijl in het noorden.
- Blauwe Nijl in het noordoosten.
- Zuid-Kordofan in het noordwesten.

en aan de Zuid-Soedanese staten
- Jonglei in het zuiden.
- Unity in het uiterste westen.

Central Equatoria · Eastern Equatoria · Jonglei · Lakes · Northern Bahr el Ghazal · Unity · Upper Nile · Warrap · Western Bahr el Ghazal · Western Equatoria